# 代爾尼夫
50°4′14″N 24°21′8″E / 50.07056°N 24.35222°E
代爾尼夫（羅馬化：Derniv）是烏克蘭西部的村莊，隸屬利維夫州的利維夫區。該村始建於1550年，面積2.05平方公里，海拔高度217米，2001年人口800，人口密度每平方公里390.24人。